# コレピク
コレピク (Collection Picnic) は、有限会社ヒューマンバランスが開発したパソコン用オンラインゲームである。2005年6月30日よりテスト運用開始、同年12月5日より正式サービスおよび課金サービスを開始。2010年6月7日に課金サービスおよび新規ユーザー登録を停止、同年9月6日にサービスを終了した。2015年現在、コレピク.NETとしてコレピクのキャラクター、ドット絵を使用した無料ゲームが多数公開中である。

## 概要
コレピクの主な目的はアイテムと名刺を収集することにある。
ゲーム内のキャラクター「シーサー袴田（通称袴田さん）」が、コレピク世界内を散歩し、落ちている宝箱からアイテムを拾ったり、他のユーザーの袴田と名刺を交換することでそれぞれを収集していく。
袴田が他人に渡す自分の名刺には、後述する自作アイテムや部屋についての売り文句等を自由に文章を書くことができ、レイアウトもテンプレートの中から自由に選択できる。
アイテムはドット絵で表現され、公式に用意されたアイテムはゲーム内通貨「ピク」で買える他、ユーザーがアイテムを製作し、売ることができる。またアニメーションで表現するアイテムも製作することができる。収集したアイテムは自分の部屋に飾ることができ、他人が自由に閲覧できる。部屋に鍵を掛け、閲覧ができないようにすることも可能。

## 料金形態
ユーザーはその料金支払形態から大別して、「月額無料のフリー会員」と「月額料金（30日間300円）を支払うプラス会員」の2通りが存在する。
まず、ユーザーが新規アカウントを作成すると自動的にフリー会員になる。その後、別途月額料金を支払う有料版のコレピクプラスに加入することでプラス会員になることができる。プラス会員はフリー会員と比べ、「おうち」が広くなったり、フリー会員の手に入らないアイテムが手に入ったり、アイテムの最大所持限界数が増えたりと、さまざまな特典が付く。以前までは30日間・90日間・180日間の3通りがあったが現在は30日間のみになっていて60日分しか買えないようになっている。
なお、プラス会員のチケット期限が切れた場合は、自動的にフリー会員になる。
その他コレピクプレミアム、コレピクチョイスとして、プレミアム・チョイスにしかないアイテムを購入したり、袴田以外のキャラクターを購入してプレイすることができる。こちらは月額ではなく、一度購入すれば継続して使用できる。なお、プレミアム・チョイスはフリー会員・プラス会員共に利用可能である。

## 登場キャラクター
プレイヤーとして使用できるキャラクターとその他に大別できるが、いずれもモチーフは妖怪であることが多い。オフィシャルアイテムとして金属製人形・コインが存在するキャラもいる（例えば、袴田なら「袴田さん人形」「袴田コイン」など）。

### プレイヤーキャラクター
初めはプレイヤーとして使用できるのは袴田だけだが、コレピクプレミアムで購入することによって、それ以外のキャラクターも使用できるようになる。
シーサー袴田（はかまだ）
モチーフはシーサーと狛犬。沖縄出身の犬（シーサー）のおやじ。ユーザーの分身となる基本のプレイヤーキャラクターでもある。大きな垂れ耳と腹巻き姿が特徴。ネジ作りの内職をしており、ゲーム内で時折「コリコリ」と何かをしているのはこれである。好物はカニ。
坐織童（いまおりわらべ）
モチーフは座敷童子。限られた人にしか見えない（コレピク世界内の設定であり、プレイヤーは普通に見ることができる）。座敷童らしく切り揃えられた髪の毛に、着物姿の和風な出で立ちが特徴。釣りでもプレイヤーとして使うことができる。
不動豆太（ふどうまめた）
モチーフは豆腐小僧。豆腐が好きな謎の少年だが、豆腐を作るのも得意。笠を被り、豆腐の入った両天秤の桶を担いでいる。釣りでもプレイヤーとして使うことができる。
川端（かわばた）ワッパ
モチーフは河童。相撲が大好き。頭の皿に巻いたスカーフが特徴。亀姫特甲隊でもプレイヤーとして使うことができる。
本田（ほんだ）ブリジット・ニキーナ
モチーフは猫又。双子の姉妹で、ブリジットが姉、ニキーナが妹。2人ともお屋敷でメイドとして働いており、身なりもメイドらしくまとめられている。猫又らしく尻尾が2本あるのも特徴。共に変身能力がある。
因幡銀兎（いなばぎんと）
一見少女にも見える小さくて幼顔の少年。頭の兎の耳が特徴であり、また少女っぽく見える理由の一つでもある。たくましい男になるための旅をしている。サメが苦手。3人の姉がいる（長女の春香、次女の夏江、三女の秋菜）。

### その他のキャラクター
麻根木三色（あさねぎみしき）
モチーフは招き猫と化け猫。村役場内に店を構える商売人。大きな体格と、鈴のついた紅白のしめ縄のようなものを首に巻いた出で立ちが特徴。アカネ屋にいる「麻根木茜」は妹、ヤマネ屋にいる「麻根木夜間音」は弟である。
猪苗代（いなわしろ）の亀姫（かめひめ）
子供の姿をしているが、知られているだけでも数百歳もの年齢を重ねる術者。村役場でカラーコーディネートや錬金術を施し、人のために術を役立てている。来るべき土竜達との戦いに備え「亀姫特甲隊」を集い、その練習場を建設した。
猪苗代（いなわしろ）の禿（かむろ）
ナース姿の女性。亀姫の子分であり、付き人でもある。カラーコーディネートの案内は禿が行う。
小豆荒冶（おずあらや）
小豆とぎ。ふしぎ峠でとっかえ屋を経営し、数時間で変わるピズ相場に応じて、ピズの買取をしている。亀姫特甲隊で入手できる「ピズ（鉱物）」を「ピク（通貨）」に加工する仕事をしている。
小豆富来也（おずとぎや）
荒冶の弟。とっかえ屋2号店を経営している。「とっかえカード」の考案者。
皿良和江（さらかずえ）
ふしぎ峠でミニバスショップを開いている女性。亀姫特甲隊で入手したアイテムを自宅に送ってくれる。
油谷蒲克（ゆたにがまかつ）
モチーフは油すまし。釣り場の管理人。釣り餌を売り、釣れた魚を買い取ってくれる。
隠神刑兵（いぬがみぎょうべえ）署長
見た目は狸のコレピク交番の署長。烏帽子静香、八百八一とともに勤務している。静香曰く「見た目は怖いがやさしい」。不審者に備え、民家の巡回を袴田に依頼する。
百手作造（ももてさくぞう）
モチーフはヘカトンケイル。アトリエ百手のオーナー。長い間、公式サイトに名前とシルエットが公開されているのみであったが、2007年6月のアップデートでゲーム内に登場した。
上記以外にも、散歩中や巡回中にランダムで出会うものがおり、うんちくを聞かせたり勝負事を挑んできたりする。また、各種イベントに関わるキャラも多数存在する。

## アイテム
集めることによって人形と交換できたり、大きなアイテムを作れるようになったりする。店で入手できるほか、宝箱などからも入手可能。宝箱には赤・青・黄の3種がある。青を開けるためには「青い鍵」が必要であり、黄を開けるためにはプラス会員である必要がある。「青い鍵」などのように、特殊な効果をもつアイテムも存在する。

## マップ上の地名・建物
場所を移動するにはコレピクマップ経由で行う。マップ上の場所ならユーザーが自由にキャラクターを移動させる事ができる。なお、散歩はユーザーが指定することはできない。キャラクターが「おうち」にいる時に、一定時間が経過すれば自動的に散歩に行くようになっている。
マップ上に示される地名等を以下に挙げる。
おうち
自分の袴田が住んでいる家。家を建てずに野原に住むこともできる。家の有無による違いは、景観以外はない。
アイテムを自由に置いたり、売り出すことができる。
コレピクプラス会員になっていれば、部屋の面積を倍にしたり、庭付き3階建て+地下室まで拡げることができる。
村役場
オフィシャルアイテムの売買やコレピクナンバンズを扱う麻根木（あさねぎ）の店があるほか、錬金術を施す亀姫（かめひめ）とその助手の禿（かむろ）がいる。
建物の前にはアイテムの出品情報や日記の更新情報の分かる掲示板、他のユーザー宛に書いた手紙（アイテムを1つ付けることもできる）を投函するポストがある。
はちまき公園
散歩をするメンバーとその並びを決めることができる。現在はコントロールパネルで操作できるため、一時閉鎖されている。
森の釣り場
釣りをすることができる沼が複数ある。
ふしぎ峠
土竜たちとの戦いに備えるため、亀姫が設営した「本部」がある。亀姫特甲隊参照のこと。
アカネ屋
コレピクプラス専用アイテムショップ。
コレピク交番
ユーザーIDやニックネームを伝えると、そのユーザーの「おうち」まで案内してくれる。その他、不審者退治ミニゲームもあり。ミニゲームの項のコレピク交番を参照のこと。
とっかえ屋2号店
不要の人形アイテムやコイン、青い宝箱を、それぞれ同種の別のアイテム（人形・コインなら色違い、宝箱なら中身の違うもの）と交換してくれる。アイテムの他、ピクが必要な場合もある。希少価値の高いものは多くの交換元アイテムを要求される。もっとも希少価値の高い「プラチナ」は現在、ここでゴールド10体（枚）と交換する以外に入手方法がない（亀姫錬金術やとっかえカードで出現するのは「ゴールド」まで）。
また、「とっかえカード」での交換もできる。交換するには、対象アイテムのとっかえカード（1枚100ピク）を購入し、そこに書いてある3種類の色のドングリを規定数集めなくてはならない。とっかえカードで交換されるアイテムの色はランダムで決定されるが、カードには、1種類のアイテムにつき3種類のものがあり、希少価値の高い色に交換される確率が異なる。
マップ上にはないが、1号店にあたる「とっかえ屋」はふしぎ峠でピズをピクに交換している。
アトリエ百手
百手がオーナーの画廊。破損した絵の修復のバイトを募集している。アトリエ百手参照のこと。
マップ上には表示されないが、コレピク世界にはユーザーの数だけ「おうち」（家屋を建てる前の更地を含む）があり、交番や名刺などを頼りに訪問することができる。鍵が掛けられていない部屋は自由に閲覧が可能。また、1件の家につき1日に1回、赤・青・黄いずれかの「椰子の実」が出現し、集めると青い鍵・錆びたモーター・額縁と交換してもらえる。

## イベント等
特に注釈がない場合、フリー会員・プラス会員共に参加することができる。
亀姫錬金術
村役場にいる亀姫に話しかけると、1日につき1回だけ、アイテムをコイン類（コインもしくはミニ・コイン）か袴田の金属製人形（台なし・クリスタルの台・金縁の台・鳥居の台・鉄瓶の台・蓮の台の6種33色）のどれかにランダムで換えてくれる。色はプラチナをのぞく33色（ゴールド・シルバー・カッパー+ノーマル30色）。この内、ゴールド・シルバー・カッパーはなかなか出ないレア色である（出現確率は公表されていないので不明）。元のアイテムはオフィシャル・ユーザー作成を問わない。
カラーコーディネート
亀姫に依頼すると、1000ピクで使用キャラクターの色を変更することができる。色のパターンは10種類あり、それからキャラクターの現在の色を除いた9種類の中から選択する。
コレピクギャラリー
ダリ本モネ夫によって運営されるユーザー作成アイテム展示場。約2週間に1回、テーマ（例えば「クリスマス」など）に沿って作成されたアイテムをユーザーから募集し、展示・審査する。
展示される際、応募作品のうち20作品がモネ夫によって「モネ夫賞（最優秀賞）」候補として選ばれる。その後モネ夫賞候補作品はユーザー投票で審査され、上位10作品が「モネ夫賞」を、残り10作品が「優秀賞」を受賞する。募集も展示・審査も期間はそれぞれ約1週間。受賞者には各種カップが贈呈される。発表は発送をもって代えられる。
コレピクナンバンズ
毎週水曜日に売り出しを開始し、火曜日に結果が発表されるくじ。1から11までの数字の中から3つを選び、当たった数によって1等から3等までの景品アイテムが当たる。すべて外れても残念賞としてアイテムを1つもらえるが、すべて外れる確率は3等よりも低い。プラス会員限定。
アカネ屋のプレゼント
1週間に1度、アカネ屋で「青い鍵」「錆びたモーター」「額縁」のうち任意の1つを無料で貰うことができる。プラス会員限定。

## ミニゲーム
亀姫特甲隊（かめひめとっこうたい）
袴田を操作して土竜たちを退治していくアクションゲーム。亀姫特「甲」隊であり、特「攻」隊ではない。
長らく公開されていた「アタックステージ」にかわり、本編である「強襲! 土竜土竜団!」が2008年6月に実装された。
プレイヤーキャラは袴田。コレピクプレミアムで川端ワッパを購入している場合は、ワッパも選択できる。
本部内の亀姫に話しかけることによって出撃するステージが選択できる。訓練所○○コース4種類、ストーリー2種類（難易度が違うのみ）が用意されている。1ステージをクリアすると本部に戻り、次のステージが出現する。
最大3種の武器を切り替えて戦う。土竜たちを倒したときに落とす「ピズ」を収集し、売ることでピクを得ることができる。ピズからピクへの交換レートは時間によって変動している。
その他、土竜たちは以下のアイテムを落とすこともある。
- 宝箱 - 赤い宝箱には通常のプレイ時のようにピクやアイテムが入っているが、黄色い宝箱にはコレピクプラス専用アイテムが入っており、プラス会員以外は拾うことはできるが開けることはできない。また、青い宝箱も出現し、これはコレピクチョイスで購入できる「青い鍵」がないと開けることができない。
- 鉱石 - 色も形も同じ物を10個集めると、本部内とっかえ屋2号店にて「いにしえの鍵」を作成してもらえる（要ピク）。また、鉱石は本部内で他の鉱石に交換できる。いにしえの鍵は、ステージ内にある封印された扉を開けるために使用。扉の先には武器、レアアイテムなどがある。
- 巻物 - 武器レベルが最大に達していないものに使用すると、武器のレベルを上げる事ができる。

入手した武器は、入手したキャラクター専用。「鑑定」を受ける事によって、武器のレベルが判明する。
本部でスタミナフルーツを購入する事によって、最大HPが100上昇する。これは購入するたびにプレイヤーキャラすべてに適用される。
ステージ毎に「コンボ数」「クリアタイム」のランキングが行われており、デイリーランカー、マンスリーランカーには、郵便にて賞品が贈呈される。
釣り
袴田を操作して沼でさまざまな魚を釣り上げていくゲーム。釣った魚は見合った値段で油谷に買い取られる。コレピクプレミアムで坐織童・不動豆太を購入している場合は、童・豆太でもプレイできる。
魚はもちろん、たまにアイテムや宝箱やひょうたん（集めると袴田コイン・袴田ミニコイン・わらべ人形のどれかと交換してもらえる）や空き缶・長靴（当初はずれ要素だったが、集めると油谷人形と取り替えられるようになった）といったものが釣れる。
沼はいくつか存在し、自由に選んで釣ることができる。それ以外に、該当する曜日にしか入れない沼もあり、固有の珍しい魚も棲んでいる。ただしこちらは「釣りバカの証」というアイテムが必要。釣りバカの証は、通常の沼でやや低確率ではあるが釣り上げることができる。
成績優秀（体長の長い魚を釣った）者にはカップ（その日の上位3名）やトロフィー（その月の上位3名）が贈呈される。
コレピク交番
コレピク交番で依頼を受け、他ユーザーの家に侵入した不審者を退治（現行犯逮捕）するミニゲーム。依頼を受けると対象の家に移動させられ、中に入ると不審者（ミニ土竜・輪入道猫・酔っ払い猿）がいるので、ピコピコハンマーで叩いて倒す。不審者を倒すと「ドングリ」が貰える。
2007年5月10日実装。
アトリエ百手
破損した絵を修復するミニゲーム（ジグソーパズル）ができる。絵の破片（ピース）を時間内に正しくはめ込むことによって、絵を修復する。修復に成功すると、成果に応じてドングリ及びピクが貰える。
一度修復に成功した絵は百手から買うことができ、家のアートルームに飾ることができる。ただし、絵を購入するためには初めに飾る1枚を除き、2枚目からは絵1枚につき額縁（コレピクチョイスで販売。1枚100円）1枚がいる。
絵はコレピクドッターを用いて、ユーザーが作成することができる。そのため、修復することができる絵の数は日々増え続ける。